# يوهان بونتيكو
يوهان بونتيكو (بالهولندية: Johan Bontekoe)‏ (1 يوليو 1943 – 25 مارس 2006) هو سبّاح هولندي راحل، مثّل بلاده في الألعاب الأولمبية الصيفية 1964.

## روابط خارجية
يوهان بونتيكو على موقع الاتحاد الدولي للسباحة (الإنجليزية)
- يوهان بونتيكو على موقع اللجنة الأولمبية الدولية (الإنجليزية)
- يوهان بونتيكو على موقع أوليمبيديا (الإنجليزية)